# Кашине Пјанете (Леко)
Кашине Пјанете је насеље у Италији у округу Леко, региону Ломбардија.
Према процени из 2011. у насељу је живело 43 становника. Насеље се налази на надморској висини од 313 м.